# Lista dos deputados provinciais da 14.ª legislatura de Santa Catarina
Lista dos deputados provinciais de Santa Catarina - 14ª legislatura (1862 — 1863).
| Nº | Deputado                                         |
| -- | ------------------------------------------------ |
| 1  | Agostinho Leitão de Almeida                      |
| 2  | Antônio Francisco de Faria                       |
| 3  | Antônio Francisco de Medeiros                    |
| 4  | Antônio L. Torres                                |
| 5  | Antônio de Santa Pulquéria Mendes e Oliveira     |
| 6  | Antônio Saturnino da Silva e Oliveira            |
| 7  | Cândido Francisco de Santana e Oliveira          |
| 8  | Estanislau Antônio da Conceição                  |
| 9  | Joaquim Xavier Neves                             |
| 10 | José Feliciano Alves de Brito                    |
| 11 | José Inácio da Rocha                             |
| 12 | José Joaquim Lopes                               |
| 13 | José Maria do Vale Júnior                        |
| 14 | José Mendes da Costa Rodrigues                   |
| 15 | José Tomás Ferreira                              |
| 16 | Luís Ferreira do Nascimento Melo                 |
| 17 | Manuel José de Oliveira                          |
| 18 | Manuel Moreira da Silva                          |
| 19 | Marcelino Antônio Dutra                          |
| 20 | Tomás Pedro de Bittencourt Cotrim                |
| 20 | Afonso d`Albuquerque e Melo (Suplente convocado) |